# آنیتا بیورک
آنیتا بیورک (سوئدی: Anita Björk؛ ۲۵ آوریل ۱۹۲۳ – ۲۴ اکتبر ۲۰۱۲) یک هنرپیشه اهل سوئد بود. 
از فیلم‌ها یا برنامه‌های تلویزیونی که وی در آن نقش داشته است می‌توان به در حضور یک دلقک، رازهای زنان، بهترین نیات، خانوم جولی، اودالن ۳۱، زن بدون صورت، اعترافات خصوصی و کالسکه شبح اشاره کرد.